# イェスパー・クリスティアンセン
イェスパー・クリスティアンセン（Jesper Christiansen, 1978年4月24日 - ）は、デンマーク・ロスキレ出身の元サッカー選手。元デンマーク代表。ポジションはGK。
2005年から2007年にかけて、3年連続でデンマークリーグ最優秀GK賞に輝いた。

## 経歴

### デンマークでの飛躍
ロスキレで生まれ、のちにデンマーク代表でともにプレーすることになるFWピーター・マドセンと競いながら成長していった。17歳の時、彼はプロ選手の道を選ばずにSerie 3（4部に相当）でプレーすることを選択した。遊びでゴールキーパーを務めていたところ、FCロスキレが彼に興味を示し、1997年に契約した。1998年にファースト・ディビジョン（2部）のオーデンセBKに移籍し、ファースト・ディビジョン優勝とデンマーク・スーペルリーガ（1部）昇格に貢献した。オーデンセBK一筋で800試合以上にゴールキーパーとして出場したLars Høghが2000年に引退したが、Lars Høghからポジションを奪うことはできなかった。

### ベンチでの日々
2000年、ゴールキーパーを探していたレンジャーズFCに移籍した。同郷のペーター・レーヴェンクランズと親しくなり、正ゴールキーパーのステファン・クロスが負傷で欠場した際に、リーグ戦やUEFAチャンピオンズリーグ数試合に出場した。2002年1月にレンタル移籍したヴェイレBKはファースト・ディビジョンに降格したが、自身のプレー内容は良く、デンマーク代表のモルテン・オルセン監督から招集を受けた。トーマス・ソーレンセンの控えとして日韓ワールドカップのメンバーに選ばれた。2002-03シーズンはVfLヴォルフスブルクにレンタル移籍したが、トップチームで一度も出場できず、代表からも落選した。のちに彼は「VfLヴォルフスブルクにいるよりもレンジャーズFCでベンチを温めていたほうが良い」と語っている。

### 母国での成功
2003-04シーズンの冬の移籍期間、ポーランド代表のArkadiusz OnyszkoをオーデンセBKに放出した母国のViborg FFに完全移籍した。復調した彼はふたたびデンマーク代表に招集されるようになり、2005年6月2日のフィンランドとの親善試合でデビューした。10月にはドイツワールドカップ予選のカザフスタン戦で2キャップ目を刻んだ。正ゴールキーパーのソーレンセンに次ぐ存在としての地位を固め、ソーレンセンが負傷した際にはその代役を務めた。
Viborg FFで1年半プレーしたのち、2005年7月にFCコペンハーゲンに移籍した。背番号1を背負い、ファーストチョイスとして迎えられた。7月20日、デビュー戦となった敵地でのオールボーBK戦は0-1で完封勝利した。2006-07シーズンのUEFAチャンピオンズリーグではビッグセーブを連発したが、マンチェスター・ユナイテッドFCやセルティックFCと同居したグループの最下位に終わった。他国のクラブからの興味を惹き、彼とチームメイトのミカエル・シルバーバウアーは冬の移籍期間でプレミアリーグのエヴァートンFCへの移籍が噂された。移籍は実現しなかったが、2007年7月には上位リーグでのプレーを希望していると発言した。しかし新たに5年間の契約を結び、噂は立ち消えになった。
2007-08シーズン開幕戦のファルム・パークでのFCノアシェラン戦、ロスタイムにコーナーキックからクリスティアンセンが放ったヘディングシュートはゴール枠内に飛んだが、相手ゴールキーパーのキム・クリステンセンに阻まれた。2008年5月、100万ユーロの移籍金でウェスト・ブロムウィッチ・アルビオンFCに移籍することが噂された。
2010 FIFAワールドカップ欧州予選には、2009年4月1日のアルバニア戦でベンチ入りしたが、出場はしていない。2010年5月28日、GKトーマス・セーレンセン、GKステファン・アンデルセンに次ぐ第3ゴールキーパーとして2010 FIFAワールドカップ出場メンバーに選ばれた。
2010年7月、アルスヴェンスカンのIFエルフスボリに3年契約で完全移籍した。

## 個人成績
| 国内大会個人成績 | 国内大会個人成績    | 国内大会個人成績 | 国内大会個人成績  | 国内大会個人成績 | 国内大会個人成績 | 国内大会個人成績 | 国内大会個人成績 | 国内大会個人成績 | 国内大会個人成績 | 国内大会個人成績 | 国内大会個人成績 |
| 年度             | クラブ              | 背番号           | リーグ            | リーグ戦         | リーグ戦         | リーグ杯         | リーグ杯         | オープン杯       | オープン杯       | 期間通算         | 期間通算         |
| 年度             | クラブ              | 背番号           | リーグ            | 出場             | 得点             | 出場             | 得点             | 出場             | 得点             | 出場             | 得点             |
| デンマーク       | デンマーク          | デンマーク       | デンマーク        | リーグ戦         | リーグ戦         | リーグ杯         | リーグ杯         | オープン杯       | オープン杯       | 期間通算         | 期間通算         |
| ---------------- | ------------------- | ---------------- | ----------------- | ---------------- | ---------------- | ---------------- | ---------------- | ---------------- | ---------------- | ---------------- | ---------------- |
| 1997-98          | FCロスキレ          | -                | デンマーク2部     | 0                | 0                |                  |                  |                  |                  |                  |                  |
| 1998-99          | ウルストゥゲFC      | -                | デンマーク3部     | 4                | 0                |                  |                  |                  |                  |                  |                  |
| 1998-99          | オーデンセBK        | -                | デンマーク2部     | 0                | 0                |                  |                  |                  |                  |                  |                  |
| 1999-00          | オーデンセBK        | -                | デンマーク1部     | 0                | 0                |                  |                  |                  |                  |                  |                  |
| 2000-01          | オーデンセBK        | -                | デンマーク1部     | 12               | 0                |                  |                  |                  |                  |                  |                  |
| スコットランド   | スコットランド      | スコットランド   | スコットランド    | リーグ戦         | リーグ戦         | S・リーグ杯      | S・リーグ杯      | スコティッシュ杯 | スコティッシュ杯 | 期間通算         | 期間通算         |
| 2000-01          | レンジャーズFC      | -                | スコットランド1部 | 3                | 0                | 1                | 0                | 0                | 0                | 6                | 0                |
| 2001-02          | レンジャーズFC      | -                | スコットランド1部 | 0                | 0                | 0                | 0                | 0                | 0                | 0                | 0                |
| 2003-04          | レンジャーズFC      | -                | スコットランド1部 | 0                | 0                | 0                | 0                | 0                | 0                | 0                | 0                |
| デンマーク       | デンマーク          | デンマーク       | デンマーク        | リーグ戦         | リーグ戦         | リーグ杯         | リーグ杯         | オープン杯       | オープン杯       | 期間通算         | 期間通算         |
| 2001-02          | ヴェイレBK          | -                | デンマーク1部     | 14               | 0                | -                | -                | 0                | 0                | 14               | 0                |
| ドイツ           | ドイツ              | ドイツ           | ドイツ            | リーグ戦         | リーグ戦         | リーグ杯         | リーグ杯         | DFBポカール      | DFBポカール      | 期間通算         | 期間通算         |
| 2002-03          | VfLヴォルフスブルク | -                | ドイツ1部         | 0                | 0                | 0                | 0                | 0                | 0                | 0                | 0                |
| デンマーク       | デンマーク          | デンマーク       | デンマーク        | リーグ戦         | リーグ戦         | リーグ杯         | リーグ杯         | オープン杯       | オープン杯       | 期間通算         | 期間通算         |
| 2003-04          | ヴィボーFF          | -                | デンマーク1部     | 13               | 0                | -                | -                | 1                | 0                | 14               | 0                |
| 2004-05          | ヴィボーFF          | -                | デンマーク1部     | 33               | 0                | -                | -                | 1                | 0                | 34               | 0                |
| 2005-06          | FCコペンハーゲン    | -                | デンマーク1部     | 33               | 0                | -                | -                | 0                | 0                | 48               | 0                |
| 2006-07          | FCコペンハーゲン    | -                | デンマーク1部     | 33               | 0                | -                | -                | 5                | 0                | 56               | 0                |
| 2007-08          | FCコペンハーゲン    | -                | デンマーク1部     | 32               | 0                | -                | -                | 3                | 0                | 45               | 0                |
| 2008-09          | FCコペンハーゲン    | -                | デンマーク1部     | 15               | 0                | -                | -                | 2                | 0                | 26               | 0                |
| 通算             | デンマーク          | デンマーク       | 通算              | 175              | 0                | 1                | 0                | 0                | 0                | 175              | 0                |
| 通算             | スコットランド      | スコットランド   | 通算              | 3                | 0                | 0                | 0                | 0                | 0                | 6                | 0                |
| 通算             | ドイツ              | ドイツ           | 通算              | 0                | 0                | 0                | 0                | 0                | 0                | 0                | 0                |
| 総通算           | 総通算              | 総通算           | 総通算            | 178              | 0                | 1                | 0                | 0                | 0                | 179              | 0                |

## 代表歴

### 出場大会
- デンマーク代表
  - 2002 FIFAワールドカップ
  - 2010 FIFAワールドカップ

### 試合数
- 国際Aマッチ 15試合 0得点（2005年-2010年）[6]

| デンマーク代表 | 国際Aマッチ | 国際Aマッチ |
| 年             | 出場        | 得点        |
| -------------- | ----------- | ----------- |
| 2005           | 2           | 0           |
| 2006           | 6           | 0           |
| 2007           | 4           | 0           |
| 2008           | 1           | 0           |
| 2009           | 1           | 0           |
| 2010           | 1           | 0           |
| 通算           | 15          | 0           |

## タイトル

### クラブ
- オーデンセBK

デンマーク・スーペルリーガ (1) : 1998-1999
- FCコペンハーゲン

デンマーク・スーペルリーガ (4) : 2005-2006, 2006-2007, 2008-2009, 2009-2010
デンマーク・カップ (1) : 2008-2009

### 個人
- デンマーク最優秀GK賞 (3) : 2005, 2006, 2007
- デンマーク・スーペルリーガ ベストイレブン (3) : 2005, 2006, 2007